# 120 BPM
120 BPM (120 battements par minute) je francouzský hraný film z roku 2017, který režíroval Robin Campillo podle vlastního scénáře. Film zachycuje boj aktivistů proti nemoci AIDS na počátku 90. let v Paříži. Snímek měl světovou premiéru na Filmovém festivalu v Cannes 20. května 2017. V ČR byl uveden do kin téhož roku. Film získal Velkou cenu na MFF v Cannes a byl vybrán, aby reprezentoval Francii na 90. ročníku udílení Oscarů.

## Děj
V Paříži na počátku 90. let začíná působit organizace Act Up-Paris. Cílem jejích aktivistů je upozornit na problematiku nemoci AIDS a prostřednictvím propagačních kampaní vnést tento problém do veřejné diskuse. Vyvíjejí tlak na francouzskou vládu, aby věnovala více prostředků na výzkum, prevenci a osvětu v boji proti AIDS. K nejradikálnějším členům patří vedle vůdce Thibaulta též Sean Dalmazo a Sophie. Nově příchozí člen Nathan se sbližuje se Seanem, kteří je již HIV pozitivní.

## Obsazení
| Nahuel Pérez Biscayart | Sean Dalmazo  |
| Arnaud Valois          | Nathan        |
| Adèle Haenel           | Sophie        |
| Antoine Reinartz       | Thibault      |
| Félix Maritaud         | Max           |
| Médhi Touré            | Germain       |
| Aloïse Sauvage         | Eva           |
| Simon Bourgade         | Luc           |
| Catherine Vinatier     | Hélène        |
| Saadia Ben Taieb       | Seanova matka |
| Ariel Borenstein       | Jérémie       |
| Théophile Ray          | Marco         |
| Simon Guélat           | Markus        |
| Jean-François Auguste  | Fabien        |
| Coralie Russier        | Muriel        |
| Samuel Churin          | Gilberti      |
| François Rabette       | Michel Bernin |

## Nominace a ocenění
| Ocenění                                           | Datum ceremoniálu | Kategorie                 | Výsledek  |
| ------------------------------------------------- | ----------------- | ------------------------- | --------- |
| Alliance of Women Film Journalists                | 9. ledna 2018     | Nejlepší cizojazyčný film | nominace  |
| Critics' Choice Movie Awards                      | 11. ledna 2018    | Nejlepší cizojazyčný film | nominace  |
| Boston Society of Film Critics                    | 10. prosince 2017 | Nejlepší cizojazyčný film | 2. místo  |
| Boston Society of Film Critics                    | 10. prosince 2017 | Nejlepší obsazení         | 2.. místo |
| Cena národní společnosti filmových kritiků        | 6. ledna 2018     | Nejlepší cizojazyčný film | 3. místo  |
| Central Ohio Film Critics Association             | 4. ledna 2018     | Nejlepší cizojazyčný film | vítězství |
| Dallas–Fort Worth Film Critics Association Awards | 13. prosince 2017 | Nejlepší cizojazyčný film | 3. místo  |
| Filmový festival v Cannes                         | 17. května 2017   | Grand Prix                | vítězství |
| Filmový festival v Cannes                         | 17. května 2017   | cena FIPRESCI             | vítězství |
| Filmový festival v Cannes                         | 17. května 2017   | cena Françoise Chalaise   | vítězství |
| Filmový festival v Cannes                         | 17. května 2017   | Queer Palm                | vítězství |
| Festival romantických filmů v Cabourgu            |                   | Cena publika              | vítězství |
| Florida Film Critics Circle                       | 23. prosince 2017 | Nejlepší cizojazyčný film | vítězství |
| Houston Film Critics Society                      | 6. leden 2018     | Nejlepší cizojazyčný film | nominace  |
| Indiana Film Journalists Association              | 18. prosince 2017 | Nejlepší cizojazyčný film | vítězství |
| Independent Spirit Awards                         | 3. března 2018    | Nejlepší cizojazyčný film | nominace  |
| Mezinárodní filmový festival v San Sebastiánu     |                   | cena Sebastiane           | vítězství |
| Los Angeles Film Critics Association Awards       | 12. ledna 2018    | Nejlepší cizojazyčný film | vítězství |
| New York Film Critics Circle                      | 3. ledna 2018     | Nejlepší cizojazyčný film | vítězství |
| North Carolina Film Critics Association           | 2. ledna 2018     | Nejlepší cizojazyčný film | nominace  |
| Satellite Awards                                  | 10. února 2018    | Nejlepší cizojazyčný film | nominace  |
| Seattle Film Critics Society                      | 18. prosince 2017 | Nejlepší cizojazyčný film | nominace  |
| Vancouver Film Critics Circle                     | 18. prosince 2017 | Nejlepší cizojazyčný film | vítězství |
| Washington D.C. Area Film Critics Association     | 8. prosince 2017  | Nejlepší cizojazyčný film | vítězství |